# История лютеранства

Роза Лютера — эмблема лютеранских церквей

Лютеранство как религиозное движение зародилось в Священной Римской империи в начале XVI века как попытка реформировать Римско-Католическую церковь. Движение зародилось с призывом Мартина Лютера, тогда профессора Библии в Виттенбергском университете, к публичным дебатам по ряду вопросов внутри католической церкви. Лютеранство вскоре стало более широким религиозным и политическим движением в Священной Римской империи благодаря поддержке ключевых избирателей и широкому распространению ручного печатного станка. Это движение вскоре распространилось по всей Северной Европе и стало движущей силой более широкой протестантской Реформации.

## Корни Реформации
В 15 веке в европейском обществе произошло множество изменений, каждое из которых можно отнести к вкладу в академический и политический климат, который способствовал распространению лютеранизма. Многие религиозные движения до Мартина Лютера продвигали идеи, которые он перенял, включая гуситов, вальденсов и последователей Джироламо Савонаролы.Условия, созданные эпохой Возрождения, позволили таким мыслителям, как Эразм Роттердамский, подвергнуть сомнению роль и природу самой Католической церкви.

## Социальные потрясения в Европе

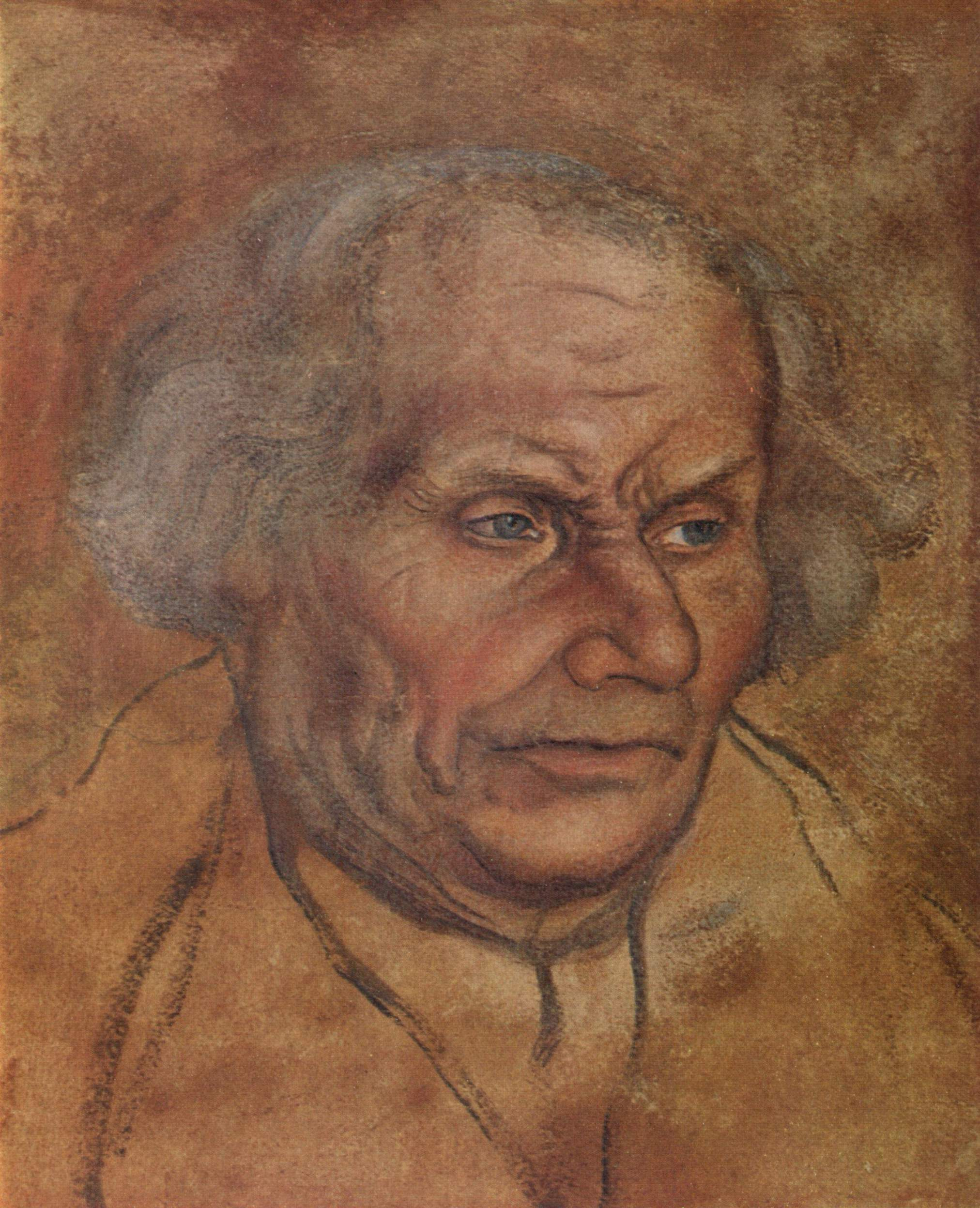
Отец Мартина Лютера, Ганс, картина Лукаса Кранаха Старшего

В начале 16 века на европейском континенте за последние 200 лет произошли огромные изменения в устройстве общества и культуры. Резкая потеря населения из-за Черной смерти создала новые экономические возможности и мобильность среди низших классов общества. Новые технологии появились для решения проблемы нехватки рабочей силы и необходимости повышения производительности, что, в свою очередь, создало новые классы общества для поддержки производства и торговли. Ганс Лютер, отец Мартина Лютера, был членом этого нового среднего класса. Ганс Лютер зарабатывал на жизнь арендой и эксплуатацией медных рудников и плавильных заводов. Семья Лютера имела достаточный доход и социальный статус, поэтому Ганс мог думать о университетском образовании и карьере юриста для своего сына.
XIV век также вызвал переворот в Римско-католической церкви с разрешением западного раскола в начале века, спорами вокруг папства эпохи Возрождения и новым давлением, вызванным вторжениями в христианский мир растущей Османской империи.

### Распространение грамотности
Распространение книг и высшего образования оказало огромное влияние на лютеранских реформаторов. Библия Гутенберга была впервые напечатана в 1455 году, а последующие издания Библии и других книг быстро стали доступны более широкому распространению, чем когда-либо прежде. Вместе с распространением книги университеты становились центрами новой академической культуры, существовавшей вне непосредственного контроля Римско-католической церкви. В 1502 году Фридрих III, курфюрст Саксонии, основал Виттенбергский университет, университет, в котором впоследствии образование получил Мартин Лютер.

## Лютеранская Реформация

### Начало Лютеранской Реформации в Германии

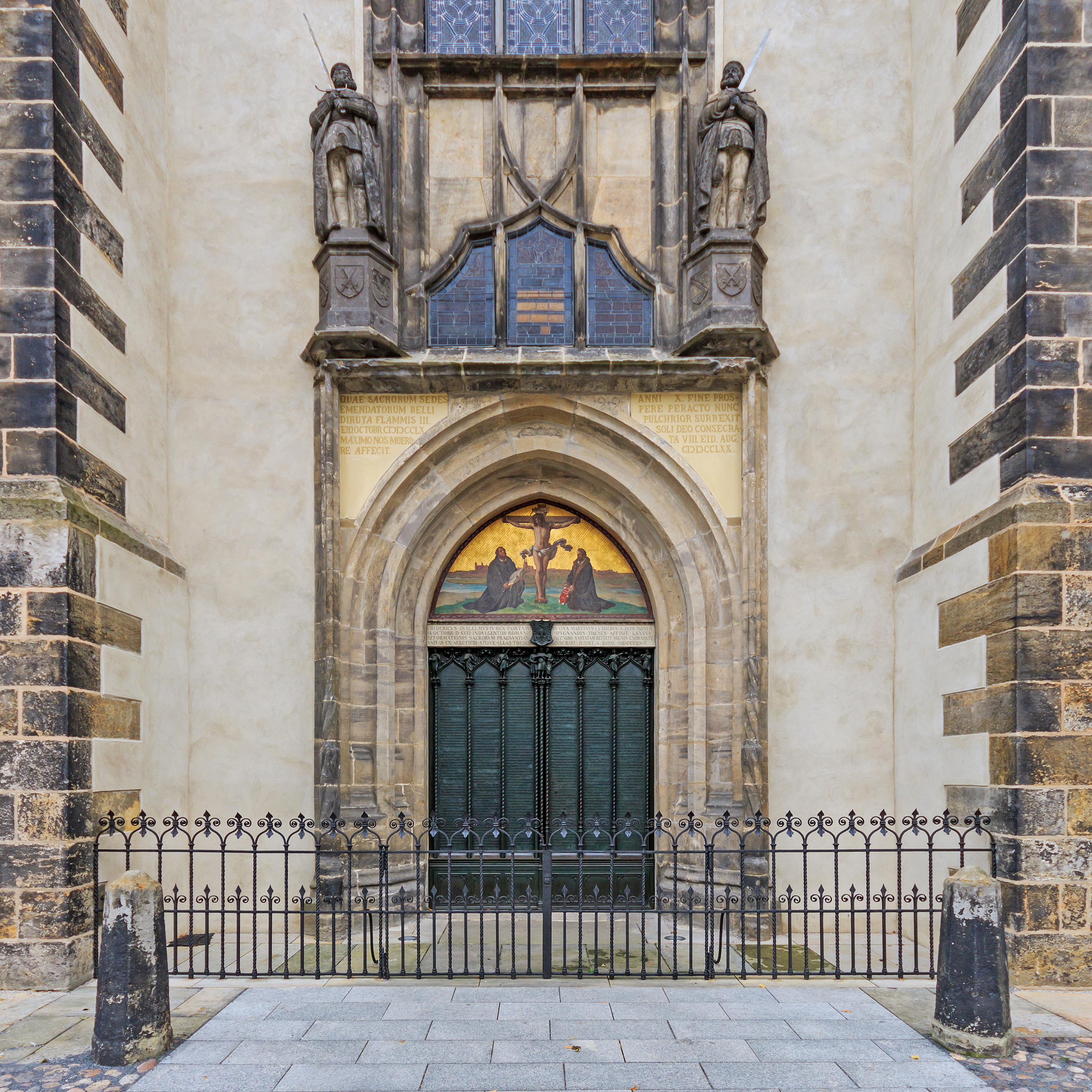
Дверь церкви Всех Святых в Виттенберге, к которой Мартин Лютер прибил свои 95 тезисов

Считается, что Лютеранство отсчитывает свою историю с 31 октября 1517 года, когда католический монах из Германии Мартин Лютер опубликовал в саксонском Виттенберге 95 тезисов в пользу отмены "Богатой церкви". Лютер не пытался создать отдельную христианскую конфессию, он лишь хотел очистить католицизм от накопившихся за века догматических ошибок. В 1520 году Католическая церковь объявила его еретиком, а император — преступником (Вормсский эдикт 1521). Однако протест монаха неожиданно нашел отклик среди немецких князей. Светским защитником Лютера выступил саксонский курфюрст Фридрих III, который укрыл его в тюрингском замке Вартбург, где Лютер смог перевести Библию на немецкий язык. Позднее уже целый ряд лютеранских князей заявили о себе на имперском сейме в Шпейере в 1529 году и получили название протестантов. Однако в том же году в результате Марбургского диспута обнаружились противоречия внутри протестантского лагеря между лютеранами и кальвинистами. В 1530 лютеране сформулировали Аугсбургское исповедание, которое было отклонено императором Карлом V на заседании рейхстага. Тогда лютеранские князья Саксонии и Гессена в 1531 году образуют Шмалькальденский союз. Смерть Мартина Лютера становится удобным поводом для развязывания Шмалькальденской войны, в результате которой лютеране терпят поражение. В 1548 году следует Аугсбургское временное постановление — временное перемирие с католиками, которое закрепляло основные догматы католической церкви, делая незначительные уступки протестантам (необязательность целибата для пасторов и разрешение причастия под двумя видами). За Аугсбургским Интеримом последовал Лейпцигский, подписанный Филиппом Меланхтоном. Однако деятельность герцога Морица позволила заключить Аугсбургский мир (1555), легализовавший лютеран в Священной Римской империи.

### Лютеранская Реформация в Скандинавии и Прибалтике
Тем временем в 1527 году король Густав Ваза начинает лютеранскую реформацию в Швеции, частью которой являлась Финляндия (включая Выборг).
В 1536 году король Кристиан III установил лютеранство в качестве государственной религией Дании, которая в то время включала в себя Норвегию и Исландию.
В 1555 году был заключён Аугсбургский религиозный мир, закрепивший разделение Германии на лютеранский Север (Бранденбург, Гессен, Саксония) и преимущественно католический Юг (Бавария).
В 1561 году лютеранство укрепилось в Прибалтике, когда последний ландмейстер Тевтонского ордена в Ливонии Готхард Кетлер отрекся от католицизма и основал герцогство Курляндии. В том же году шведское лютеранство пустило свои корни в Эстонии.

### Полемика с кальвинистами и создание «Формулы Согласия»
Соглашательская позиция Меланхтона (подписание Интеримов в 1548 году) вызвала раскол в среде лютеран между гнесиолютеранами и филиппистами (названных так от имени Филиппа Меланхтона) по вопросу об отношении о природе Причастия. В 1560 году на короткое время филлипистам удалось одержать верх над гнесиолютеранами и распространить своё влияние по всей Саксонии. Центром филлипистов стал Виттенберг. Однако в 1574 году партия филлипистов потерпела поражение. Спор заканчивается написанием в 1580 Книги Согласия, которая кладет начало конфессиональному лютеранству, а период недолгого мира получает название «лютеранской ортодоксии», однако её сухость вскоре вызывает реакцию в лице пиетизма.

### Контрреформация
Завершившийся в 1563 году Тридентский собор Католической церкви осудил лютеранство и превратил Реформацию в раскол.

### Религиозные войны XVII века
XVII век ознаменовался религиозными войнами с католиками, одна из которых привела к ничьей (Тридцатилетняя война), а вторая способствовала закреплению лютеранства на территории Латвии (Польско-шведская война). В обеих войнах героическим защитником лютеранства проявил себя король Густав II Адольф.

## Пиетизм и движения веры
Пиетизм - движение внутри лютеранской церкви, характеризующееся приданием особой значимости личному благочестию, религиозным переживаниям верующих, ощущению живого общения с Богом, а также ощущению постоянного нахождения под строгим и бдительным «Божьим оком».
Пиетизм возник как реакция на духовное охлаждение в церквях, и во время своего возникновения (XVII век) противопоставлялся лютеранской ортодоксии, акцент в которой делался на догматику, которая далеко не всегда была понятна прихожанам. Поскольку пиетисты не придавали большого значения догматике, то имело место взаимное влияние на аналогичные движения внутри других протестантских конфессий, вследствие чего термин «пиетизм» употребляется и применительно к не связанным с лютеранством деноминациям и религиозным группам.

## Дальнейшее противостояние лютеран и реформатов в Германии
В 1640 году курфюрстом Бранденбурга стал Фридрих Вильгельм I. Сын кальвинистской принцессы Елизаветы Шарлотты Пфальцской, он получил образование в Нидерландах. Став правителем, Фридрих Вильгельм поощрял иммиграцию на подвластные ему земли гугенотов, преследования которых возобновились во Франции в XVII веке (в итоге к началу XVIII они составляли четверть населения Берлина). Курфюрст пытался и законодательно примирить лютеран с реформатами, для чего он в том числе издал Эдикт о толерантности. С другой стороны, начались преследования ревностных лютеран, например известный гимнограф Пауль Герхардт был отстранён от своей должности в столичной церкви и отправлен в провинцию.
Преемники Фридриха Вильгельма продолжили его курс, и в 1817 году король Пруссии Фридрих Вильгельм III окончательно объединил реформатов и лютеран в рамках Прусской унии, что вызвало формирование движения старолютеран и эмиграции их из Германии, в том числе в Северную Америку и Россию.
В самой же Германии уния постепенно распространялась на территории, вновь включаемые в состав Германской империи. Современная Евангелическая церковь Германии, крупнейшее объединение протестантских деноминаций в ФРГ, является унионистским объединением лютеран и реформатов.

## Заокеанские миссии
В XVIII веке проповедник Бартоломей Цигенбальг начинает лютеранскую проповедь в Индии. Чуть позже в Северную Америку отправляется Генрих Мюленберг и в 1748 году организует Пенсильванский министериум, первую лютеранскую конгрегацию в Новом Свете.
В XIX веке немецкие иммигранты активно создают общины в Миссури (1847) и Висконсине (1850), а также в Африке (Намибия)

### Лютеранские церкви в Южной Африке
В Южной Африке возникновение лютеранских церквей связано с миссионерской деятельностью германских и скандинавских пасторов, берущей своё начало еще в 1737 г., когда сюда прибыл Г. Шмидт — представитель церкви Моравских братьев. Но по-настоящему активное распространение лютеранства начинается лишь в XIX в., когда здесь начинают свою работу миссионерские общества, представлявшие лютеранские церкви Германии, Швейцарии, Дании и Скандинавии.
Кроме миссионерской деятельности среди африканцев и «цветных», другим важнейшим источником формирования лютеранских общин являлась эмиграция на Юг Африки выходцев из Северной Германии и Скандинавии. Организационное оформление лютеранских миссий происходит в конце XIX — первой трети XX вв. В это время возникают лютеранские конференции и синоды по региональному и этническому принципу, принадлежности к определенной миссионерской организации. К середине XX в. здесь уже насчитывалось 13 лютеранских и моравских синодов, представлявших собой уже независимые церкви. В 1975 г. на основе объединения четырех автономных лютеранских церквей была образована Евангелическая лютеранская церковь в Южной Африке (ЕЛКСА), которая по сей день остается крупнейшей из лютеранских церквей ЮАР. По своему этнорасовому составу она является, прежде всего, церковью африканцев (составляют 87 % прихожан по данным переписи 2001 г.).
Создаваемые в прошлом лютеранскими миссионерами религиозные общины в большинстве своем были организованы по расовому признаку. Официально лютеране еще в 1963 г. открыто осудили политику апартхейда, однако лютеранские церкви, образовавшиеся на основе приходов европейских эмигрантов, остаются и по сей день по преимуществу белыми по составу. В некоторых из них службы до сих пор продолжают проводиться на немецком языке. Церковная организация африканских и белых лютеранских церквей также имеет свои специфические черты. Для первых характерно наличие строгой иерархической структуры, в то время как в церквях, объединяющих по преимуществу белых, реальное управление сосредоточено в руках самих религиозных конгрегаций, а синод выполняет общую координацию их деятельности. В последние годы наблюдается значительный отток прихожан из лютеранских церквей. С 2003 по 2005 гг. ЕЛКСА потеряла 23,4 % своих прихожан и их число сократилось до 589 тыс. чл. (2005). Второй по величине среди лютеран является Моравская церковь (Моравские братья) с количеством прихо-жан чуть более 100 тыс. чл. (2005). Другие лютеранские церкви Южной Африки насчитывают от 2-4 тыс. чл. до 20-40 тыс. чл.

## XX век

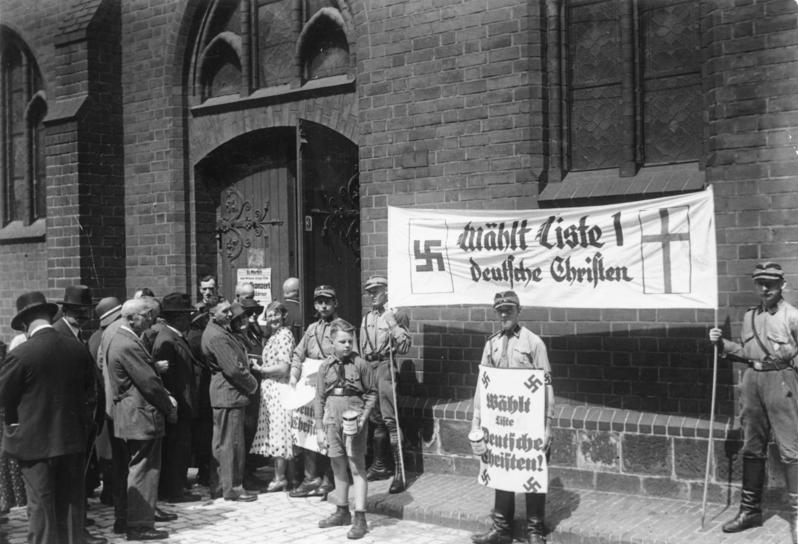
Агитация «Немецких христиан» в Берлине

Тенденции к объединению вне наличия догматического единства активно развивались и в XX веке. Впрочем, стоит заметить, что формы этого были весьма различны: так после прихода к власти в Германии нацистов, часть протестантов объединилась в Имперскую церковь, другая - сформировала антифашистское движение — Исповедующую Церковь.
Лютеране же стоят у истоков экуменизма — первая Всеобщая христианская конференция была организована и проведена в Стокгольме в 1925 архиепископом Швеции Натаном Сёдерблюмом. В настоящее время лютеране наряду с англиканами составляют актив Всемирного совета Церквей.
В 1992 ряд либеральных евангелическо-лютеранских церквей, имеющих или ранее имевших государственный статус, подписал в Порво унию с англиканскими церквями.